# Carter Page
Carter William Page (Mineápolis, Minnesota; 3 de junio de 1971) es un consultor estadounidense y exasesor de política exterior de Donald Trump durante su campaña para las elecciones presidenciales de 2016. Page es el fundador y socio gerente de Global Energy Capital, una firma de consultoría y fondos de inversión de Nueva York especializada en el negocio de petróleo y gas en Rusia y Asia Central. Ha sido foco de la investigación del fiscal especial de los Estados Unidos de 2017 sobre los vínculos entre asociados de Trump y funcionarios rusos y las  acusaciones de interferencia rusa en nombre de Trump durante las elecciones presidenciales de 2016.

## Primeros años y educación
Carter Page nació en Mineápolis, Minnesota, el 3 de junio de 1971, hijo de Allan Robert Page y Rachel Greenstein. Su padre era de Galway, Nueva York, y su madre era de Mineápolis. Allan Page recibió su licenciatura y maestría de Union College en Schenectady, Nueva York, y fue gerente y ejecutivo de Central Hudson Gas & Electric Company. Carter Page se crio en Poughkeepsie, Nueva York, y se graduó de la Escuela Secundaria Our Lady of Lourdes de Poughkeepsie en 1989.
Page se graduó en 1993 de la Academia Naval de los Estados Unidos; fue un graduado distinguido (el 10% superior de su clase) y fue elegido para el programa Trident Scholar de la Marina, que ofrece a los oficiales seleccionados la oportunidad de realizar investigaciones y estudios académicos independientes. Durante su último año trabajó como investigador para la Comisión de Servicios Armados de la Cámara de Representantes de los Estados Unidos. Sirvió en la Armada durante cinco años, incluida una gira por el oeste de Marruecos como oficial de inteligencia para una misión de las fuerzas de paz de las Naciones Unidas. En 1994, completó una maestría en artes en Estudios de Seguridad Nacional en la Universidad de Georgetown.
Después de dejar la Armada, Page completó una beca en el Consejo de Relaciones Exteriores y en 2001 recibió una Maestría en Administración de Negocios de la Universidad de Nueva York.
En 2012, Page recibió su doctorado de la Escuela de Estudios Orientales y Africanos de la Universidad de Londres, donde fue supervisado por Shirin Akiner. Su disertación doctoral sobre la transición de los países asiáticos del comunismo al capitalismo fue rechazada dos veces antes de ser aceptada por nuevos examinadores. Uno de sus examinadores originales más tarde dijo que Page «sabía casi nada» sobre el tema y no estaba familiarizado con «conceptos básicos» como el marxismo y el capitalismo de Estado. Intentó sin éxito publicar su tesis doctoral como libro; un crítico lo describió como «muy analíticamente confuso, simplemente lanzando un montón de cosas sin ningún tipo de argumento». Page culpó el rechazo a un prejuicio antirruso y antiestadounidense. Dirigió un programa de asuntos internacionales en Bard College, e impartió un curso sobre energía y política en la Universidad de Nueva York.
Page ha escrito columnas en Global Policy Journal, una publicación de la Universidad de Durham en el Reino Unido.

## Carrera

### Negocios
En 2000, comenzó a trabajar como banquero de inversión con Merrill Lynch en la oficina en Londres de la firma, fue vicepresidente de la oficina de la compañía en Moscú, y más tarde se desempeñó como jefe de operaciones para el departamento de energía de Merrill Lynch en Nueva York. Page ha declarado que trabajó en transacciones que involucran a Gazprom y otras empresas energéticas rusas líderes; de acuerdo con empresarios entrevistados por Politico en 2016, el trabajo de Page en Moscú estaba en un nivel subordinado, y él mismo permaneció en gran medida desconocido para los responsables de la toma de decisiones.
Después de dejar Merrill Lynch en 2008, Page fundó su propio fondo de inversión, Global Energy Capital con su socio James Richard y un exejecutivo de nivel medio de Gazprom, Serguéi Yatsenko El fondo opera desde un espacio de trabajo compartido en Manhattan compartido con una agencia de reserva de bandas musicales para bodas. A fines de 2017, Page era el único empleado de la empresa, y otros empresarios que trabajan en el sector energético ruso dijeron en 2016 que el fondo aún no había realizado un proyecto.

### Política exterior y enlaces con Rusia
En 1998, Page se unió al Eurasia Group, una firma consultora de estrategia, pero se fue tres meses después. En 2017, el presidente de Eurasia Group, Ian Bremmer, recordó en su cuenta de Twitter que la firme postura prorrusa de Page no era «una buena opción» para la empresa y que Page era su exalumno «más excéntrico». Stephen Sestanovich luego describió los puntos de vista de Page sobre la política exterior como «un resentimiento putinista tenso» y una simpatía hacia las críticas del líder ruso Vladímir Putin a los Estados Unidos. Con el tiempo, Page se volvió cada vez más crítico de la política exterior de los Estados Unidos hacia Rusia, y más partidario de Putin, con un funcionario estadounidense describiendo a Page como «un apologista descarado de todo lo que Moscú hizo». Page es citado con frecuencia por la televisión estatal rusa, donde se le presenta como un «famoso economista estadounidense». En 2013, agentes de inteligencia rusos intentaron reclutar a Page, y uno lo describió como un «idiota». Reportes de noticias en 2017 indicaron que debido a estos vínculos con Rusia, Page había sido objeto de una orden de vigilancia de conformidad con la Ley de Vigilancia de la Inteligencia Extranjera (FISA) en 2014, al menos dos años antes de lo indicado en las historias sobre su papel en el campaña presidencial de 2016 de Donald Trump.

### Campaña presidencial de Donald Trump de 2016
Page sirvió como asesor de política exterior para la campaña presidencial de 2016 de Donald Trump. En septiembre de 2016, funcionarios de inteligencia de los Estados Unidos investigaron supuestos contactos entre Page y funcionarios rusos sujetos a sanciones de los Estados Unidos, incluido Ígor Sechin, el presidente del conglomerado petrolero estatal ruso Rosneft. Después de que comenzaron a aparecer informes de noticias que describían los vínculos de Page con Rusia y el gobierno de Putin, Page abandonó su papel en la campaña de Trump.
Poco después de que Page renunció a la campaña de Trump, el FBI obtuvo una orden del Tribunal de Vigilancia de Inteligencia Extranjera de los Estados Unidos para vigilar las comunicaciones de Page. Para emitir la orden, un juez federal concluyó que había una causa probable para creer que Page era un agente externo que a sabiendas se dedicaba a la inteligencia clandestina para el gobierno ruso. Page fue el único estadounidense al que se apuntó directamente con una orden de la FISA en 2016 como parte de la investigación de Rusia, y la orden de 90 días fue renovada repetidamente.
En enero de 2017, el nombre de Page apareció repetidamente en un expediente de inteligencia filtrado que contenía acusaciones de interacciones cercanas entre la campaña de Trump y el Kremlin. A fines de enero de 2017, Page estaba siendo investigado por el FBI, la Agencia Central de Inteligencia, la Agencia de Seguridad Nacional, el Director de Inteligencia Nacional y la Red de Delitos Financieros. Ha negado delito alguno. La administración Trump ha intentado distanciarse de Page, diciendo que nunca había conocido a Trump, ni le había aconsejado sobre nada.
En octubre de 2017, Page dijo que no cooperaría con las solicitudes para comparecer ante la Comisión de Inteligencia y que haría valer su derecho de la Quinta Enmienda contra la autoincriminación. Dijo que esto era porque estaban solicitando documentos que databan de 2010, y que no quería ser atrapado en una «trampa de perjurio». Expresó el deseo de testificar ante el comité en un ambiente abierto.
En febrero de 2018, se publicitó un video de una conferencia de prensa de diciembre de 2016 en Rusia. En el video, Page contradice la afirmación de la administración Trump de que Page y Trump nunca se encontraron, respondiendo a una pregunta sobre ese tema con la respuesta «Ciertamente he estado en varias reuniones con él y he aprendido muchísimo de él».

### Testimonio ante la Comisión de Inteligencia de la Cámara
El 2 de noviembre de 2017, Page testificó ante la Comisión de Inteligencia de la Cámara de Representantes que había informado a Jeff Sessions, Corey Lewandowski, Hope Hicks y otros funcionarios de la campaña de Trump que viajaba a Rusia para pronunciar un discurso en julio de 2016.
Page testificó que se había reunido con funcionarios del gobierno ruso durante este viaje y había enviado un informe posterior a la reunión por correo electrónico a los miembros de la campaña de Trump. También indicó que el copresidente de la campaña, Sam Clovis, le había pedido que firmara un acuerdo de no divulgación sobre su viaje. Elementos del testimonio de Page contradijeron las afirmaciones anteriores de Trump, Sessions y otros en la administración Trump. Lewandowski, quien previamente había negado conocer a Page o encontrarse con él durante la campaña, dijo después del testimonio de Page que se le había refrescado la memoria y reconoció que había estado al tanto del viaje de Page a Rusia.
Page también testificó que después de pronunciar un discurso de graduación en la New Economic School de Moscú, habló brevemente con uno de los asistentes, Arkadi Dvorkovich, vice primer ministro de Rusia en el gabinete de Dmitri Medvédev, contradiciendo sus declaraciones anteriores de no haber hablado con nadie relacionado con el gobierno ruso. Además, aunque Page negó una reunión con Sechin como se alega en el expediente Trump-Rusia, dijo que se reunió con Andréi Baranov, jefe de relaciones con inversores de Rosneft. El expediente alega que Sechin ofreció a Page la tarifa de corretaje de la venta de hasta el 19 por ciento de Rosneft si trabajaba para revocar las sanciones económicas de la Ley Magnitski que se le habían impuesto a Rusia en 2012. Page testificó que no expresó «directamente» su apoyo para levantar las sanciones durante la reunión con Baranov, pero que podría haber mencionado la transacción propuesta por Rosneft.